# Нож для фрау Мюллер
Нож для Frau Müller (также известны как «Messer für Frau Müller», «Нож для Фрау Мюллер») — российский музыкальный коллектив, игравший в начале своей карьеры в стиле хардкор-панк.
Один из первых коллективов, который стал выступать в независимом музыкальном клубе западного образца Tamtam, основанном Всеволодом Гаккелем.
Впоследствии группа отошла от панк-звучания и работала в жанре лёгкой музыки и IDM.

## История

### «Буква О»
Предшественником группы «Нож для фрау Мюллер» была школьная группа «Буква О», организованная в 1987 году приятелями Вадимом Тимофеевым (Тима Земляникин) и Олегом Фомченковым (Олег Гитаркин).
На первых порах они репетировали дома — Тимофеев пел, Фомченков играл на басу, а гитаристом стал более старший сосед Алексей Заколдаев. Изначальной стилистикой группы был традиционный пост-панк, однако почти сразу наметился крен в сторону более экстремальных направлений — хардкора, ой! и т. п. Начиная с 1989 года группа входила в структуру Ленинградского рок-клуба и Рок-коллегии. Толчком для членства группы в данных структурах стал выход 12-го по счёту магнитоальбома «Песни любви», вызвавшего определённый резонанс среди поклонников рока.
В сентябре и декабре 1989 года телережиссёр Владислав Макаров снял два клипа на разные песни с похожими названиями «Машенька» и «Маша», которые иногда показывали в программах Ленинградского телевидения «Розыгрыш» и «Поп-антенна». Среди других клипов также стоит отметить работу на песню «Молодец», режиссёром которой стал председатель Рок-коллегии Вадим Косяков.
Летом 1991 года Земляникин и Гитаркин распустили группу, создав новый проект «Нож для Frau Muller».
Из альбомов в свет вышел лишь последний — «Мёртвые парашютисты» (1990 г.).
Обширные архивы «Буквы О» до сих пор не изданы.

### Нож для фрау Мюллер
Коллектив образован из группы «Буква О» в 1991 году. Ранние работы сильно отличаются от поздних электронных, в них присутствуют элементы таких направлений, как хардкор, грайнд-кор, панк-рок, сайкобилли.
В 1992 году группа совершает концертное турне по Германии, перед которым записывает первый профессионально записанный альбом «Сеньоры Краковяки», изданный через год к моменту фактического развала группы .
Переломным моментом в истории группы являются уход Земляникина, а затем – появление в составе Олега Кострова из группы «Фантом» и постепенная смена направления в сторону электронной музыки, что можно заметить на так и оставшемся неизданным альбоме «ГиперУтёсов».
С 1995 года творческое ядро коллектива составляют Олег Костров и Олег Гитаркин. Альбом 1996 года «Сосульки-убийцы» выдержан в стиле киберпанк.
Стиль альбома «Нечеловек-видимка» 1997 года можно определить, как ретро-драм-н-бейс; на нём используется множество семплов таких ретро-певиц, как Марлен Дитрих, Цара Леандер и Клавдия Шульженко.
Широкий успех и известность пришли с выходом альбома «Алло, супермен!» (1999), выпущенным в нескольких странах (Брайан Ино оказал техническую поддержку группе в записи альбома, предоставив им свой Macintosh для записи). В музыке появляются элементы направлений lounge и easy listening. В 2000 году клип на песню «Лучшая девушка в СССР» появляется на телевидении (в частности на MTV).
Назревший между компаньонами творческий разрыв приводит к тому что после выступления в Берлине в декабре 2004 года «Нож» прекращает публичные выступления и впоследствии Гитаркин на правах основателя проекта удаляет Кострова из группы и остается единственным в её составе.
В 2006 году Олег Гитаркин выпускает альбом «Danger: retrobolik». Сам музыкант объяснил, что этот альбом является примером того как группа звучала бы, если он не встретил Кострова. Жанр и настроение музыки несколько изменились, ушла беззаботность изи-листенинга к которой тяготел Костров, добавились явные отголоски проекта Гитаркина Messer Chups, которому он уделяет своё основное внимание.
Следом, в 2008 году Олег Гитаркин практически сольно записывает новый альбом «Wake Up The Dead!» на котором развивает противопоставление «Ножа» как чисто студийного проекта своему более актуальному, живому проекту Messer Chups.
Долгое время, помимо работы в «Нож для Фрау Мюллер», Костров и Гитаркин параллельно занимались и сольными проектами. В конце 1990-х Гитаркин организует проект Messer Chups, основанный совместно с Игорем Вдовиным (в то время — вокалистом и гитаристом «Ленинграда») и немкой Anette Schneider и впоследствии ставший основным, с которым в последние годы Гитаркин успел многократно объездить полмира и Европу.
Костров в 2003 г. делает ставку на более молодёжную аудиторию и актуальные стили нью-рейв, электро и т. п. и организует группу SuperSonic Future с которой записывает несколько альбомов, но уже не добивается того успеха с которым встречали выход «Second Hand Dreams».
В начале 2016 года Олег Гитаркин и Олег Костров вновь ненадолго объединились и дали два концерта в Санкт-Петербурге и Москве. В программе выступления были старые хиты «Нож для Frau Muller», а также некоторые сольные композиции Гитаркина и Кострова.

## Дискография
- 1991 — Merry Bormans (магнитоальбом)
- 1992 — Happy End Dead (2001, CD, Solnze Records/ХОР)
- 1992 — Little Joys (2001, CD, Solnze Records/ХОР)
- 1993 — Сеньоры краковяки (1993, LP, FeeLee; 2001, CD, Solnze Records/ХОР)
- 1996 — Сосульки-убийцы (1996, MC, Manchester Files)
- 1997 — Нечеловек-видимка (1997, MC, ШОК-рекордс)
- 1999 — Алло, супермен! (1999, MC, Zvezda rec.; 2000, CD, What so funny about? (Германия); 2001, CD, Vroom-sound (Япония); 2001, CD, Лёгкие)
- 2000 — Second Hand Dreams / Мечты — третий сорт (2000, CD, Лёгкие; 2001, CD, Solnze Records; 2001, CD, Vroom-sound (Япония))
- 2001 — Гипер Утёсов представляет (2001, CD, Лёгкие; 2001, CD, Vroom-sound (Япония))
- 2003 — Треугольник, чёрт и точка (2003, CD, Лёгкие; 2005, CD, AeroCCCP (США))
- 2005 — Remixodelica (2005, CD, Лёгкие) RS Russia [4]
- 2006 — Danger: Retrobolik (2006, CD, Лёгкие; 2020, LP, Клюква рекордс)
- 2008 — Wake Up The Dead! / Разбуди Мертвеца (2008, CD, Лёгкие; 2009, 12" EP, Solnze Records)